# Municipio de Galena (Minnesota)
El municipio de Galena (en inglés: Galena Township) es un municipio ubicado en el condado de Martin en el estado estadounidense de Minnesota. En el año 2010 tenía una población de 248 habitantes y una densidad poblacional de 2,7 personas por km².

## Geografía
El municipio de Galena se encuentra ubicado en las coordenadas 43°48′20″N 94°40′23″O / 43.80556, -94.67306. Según la Oficina del Censo de los Estados Unidos, el municipio tiene una superficie total de 91.74 km², de la cual 90,54 km² corresponden a tierra firme y (1,32 %) 1,21 km² es agua.

## Demografía
Según el censo de 2010, había 248 personas residiendo en el municipio de Galena. La densidad de población era de 2,7 hab./km². De los 248 habitantes, el municipio de Galena estaba compuesto por el 96,37 % blancos, el 0,4 % eran amerindios, el 0,4 % eran asiáticos, el 1,61 % eran de otras razas y el 1,21 % eran de una mezcla de razas. Del total de la población el 3,23 % eran hispanos o latinos de cualquier raza.